# Teatro Villa Duchessa di Galliera
Il Teatro Villa Duchessa di Galliera (o Teatro Villa Galliera) è un teatro italiano con sede a Genova. È collocato all'interno di Villa Duchessa di Galliera.

## Storia
Il teatro Villa Galliera è uno storico teatro italiano, l'unico teatro di corte settecentesco ancora esistente in Liguria, e uno dei più antichi teatri di questa tipologia in attività in Italia. Si tratta di un teatro nato all'interno di una villa all'epoca privata, costruito per volontà di una famiglia nobiliare, i Brignole Sale, che ebbe notevole rilievo in Liguria. Fu edificato nel 1786 su desiderio della consorte di Anton Giulio III Brignole Sale, Anna Pieri Brignole Sale. Il progetto fu di Gaetano Cantone e il realizzatore Giuseppe Canepa. Delle decorazioni si occupò Carlo Alberto Baratta, noto pittore e scenografo del XVIII secolo. Le strutture per la messa in scena furono messe in opera da G. B. Tagliafichi, già impegnato presso del Teatro di Sant'Agostino.
Nel 1863 la villa e l'annesso teatro passarono in eredità a Maria Brignole Sale, Duchessa di Galliera, che alla morte donò a sua volta il complesso all'Opera Brignole Sale. Nel 1931 il Comune di Genova assunse la gestione in affitto del complesso e la adibì per utilizzi scolastici e per il verde pubblico. Il comune stesso acquisì definitivamente la proprietà del parco nel 1985.
Fra il 2005 e il 2010 il teatro è stato sottoposto a una opera di restauro che lo ha nuovamente reso disponibile per visite e spettacoli. Nel 2010, in seguito a un bando gestito dalla Compagnia di San Paolo e dal Comune di Genova, le attività del teatro vennero date in gestione alla compagnia Teatro Cargo. Dal 2019 tale gestione è passata alla Fondazione Luzzati - Teatro della Tosse.
Nell'estate 2023 nel teatro è stato organizzato un lungo evento teatrale, della durata di 25 giorni, dedicato all'Orlando Furioso.

## Descrizione
La sala dispone di palco rialzato, area pubblico, e area dedicata all'orchestra, il cui originario soppalco è andato nei secoli perduto.
La sala è dipinta con paesaggi naturali e architetture a imitazione di ampie finestre e giardini. Ai lati della volta centrale spiccano invece rappresentazioni allegoriche delle arti musicali, poetiche, pittoriche architettoniche.
Il Teatro Villa Duchessa di Galliera è sito in Via Nicolò da Corte, ed è dotato di 100 posti.

## Galleria d'immagini

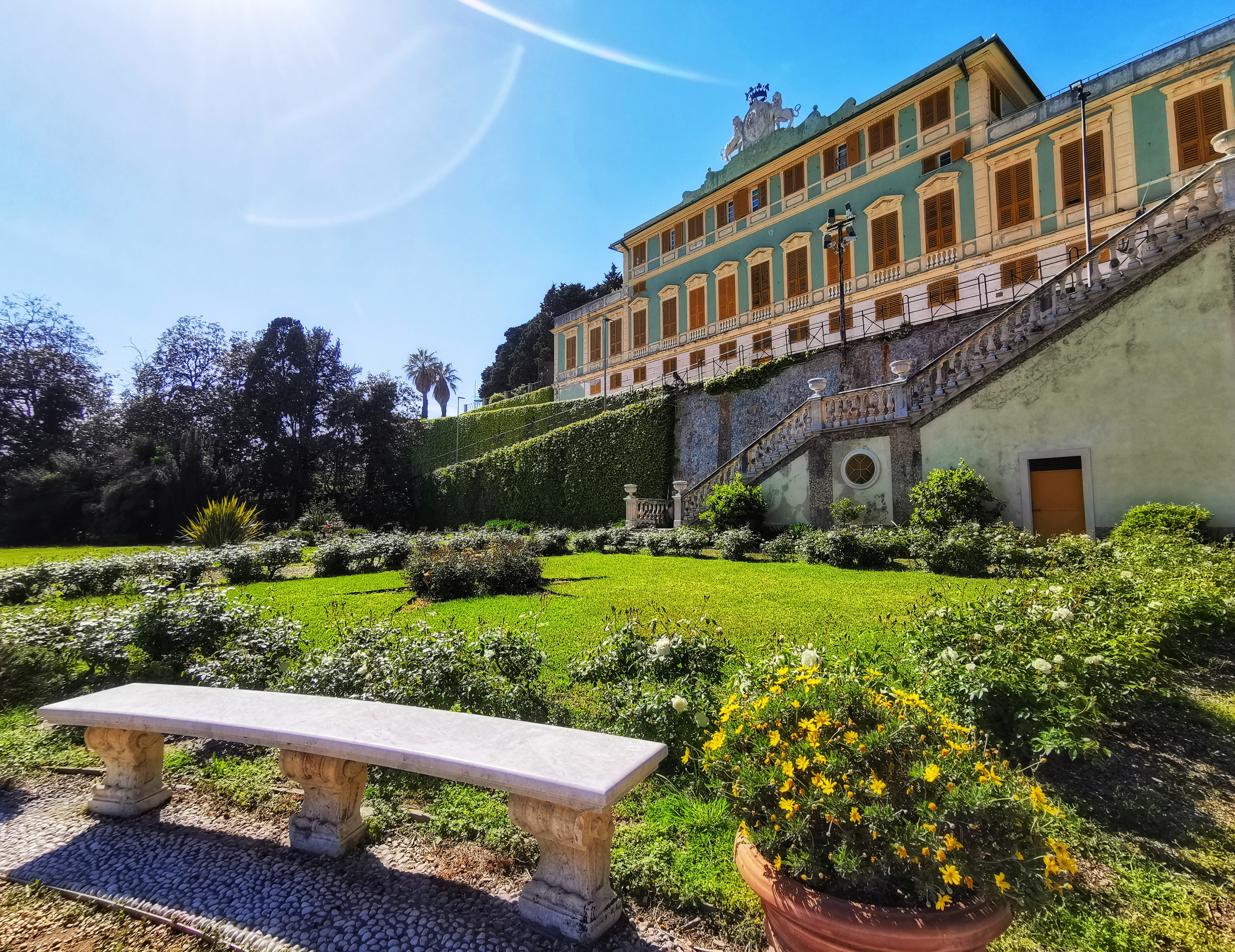
Gli esterni della Villa Duchessa di Galliera
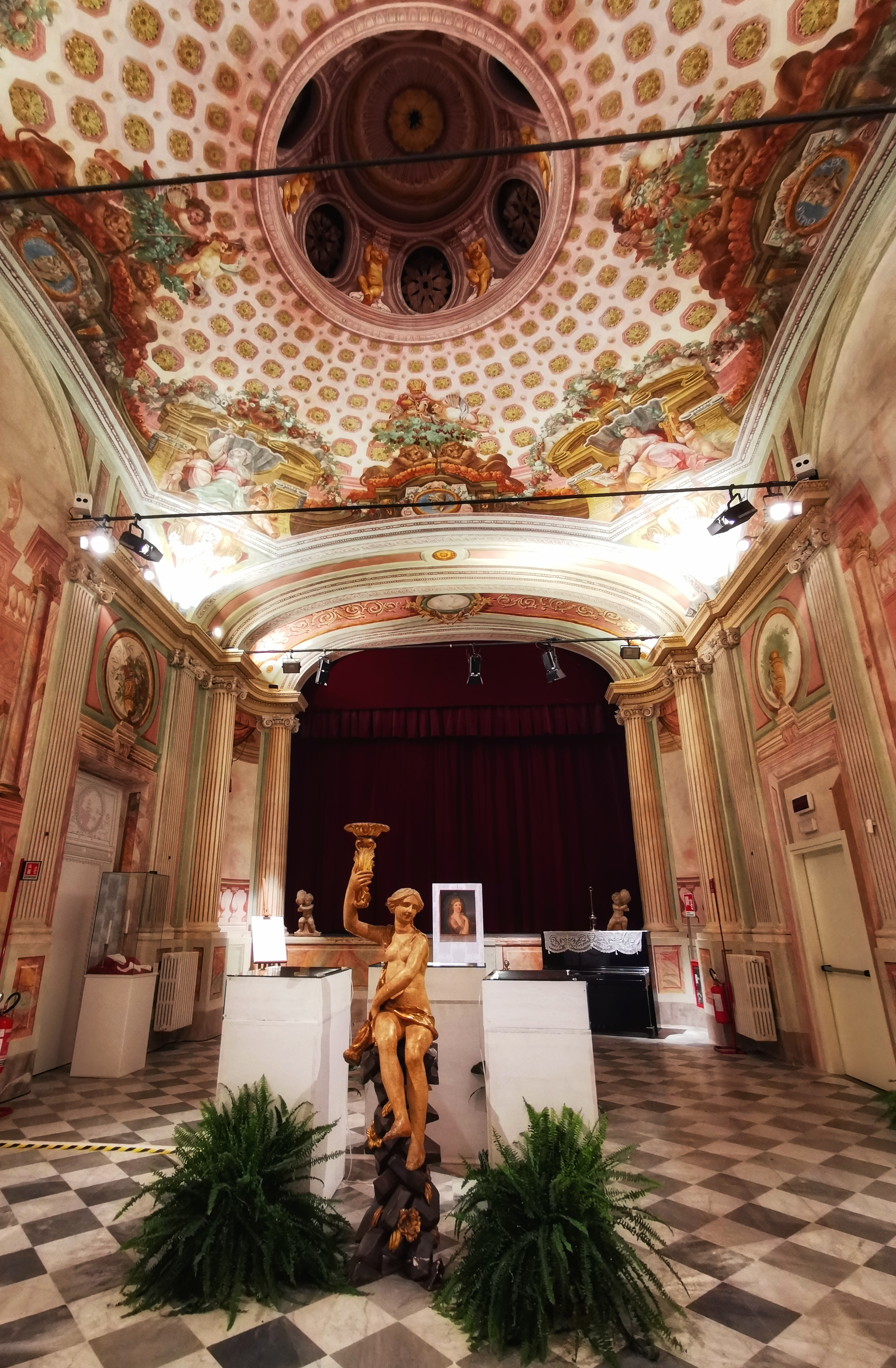
Il palco del Teatro Villa Duchessa di Galliera
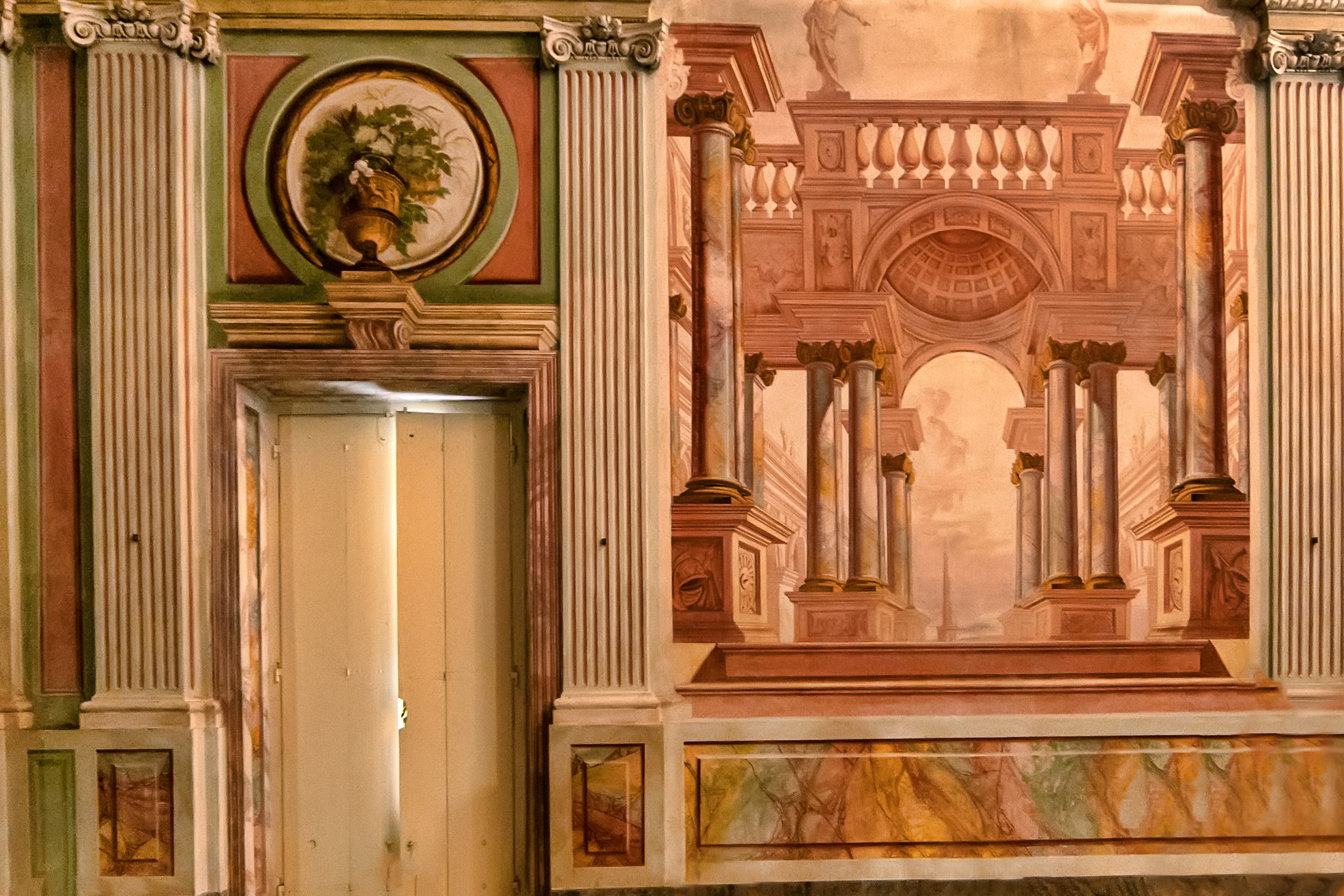
Vista laterale degli interni del teatro
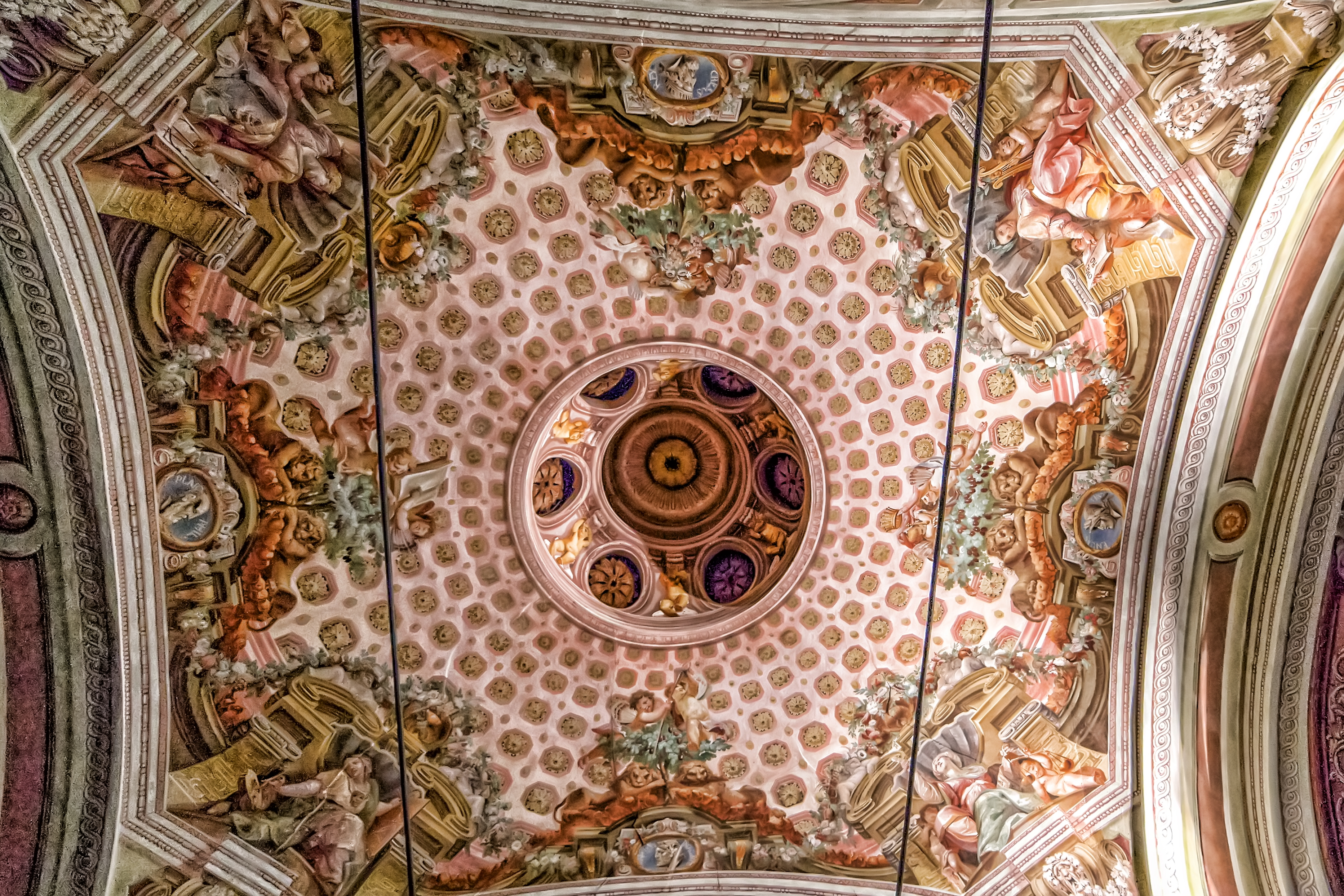
L'affresco sulla volta superiore del teatro
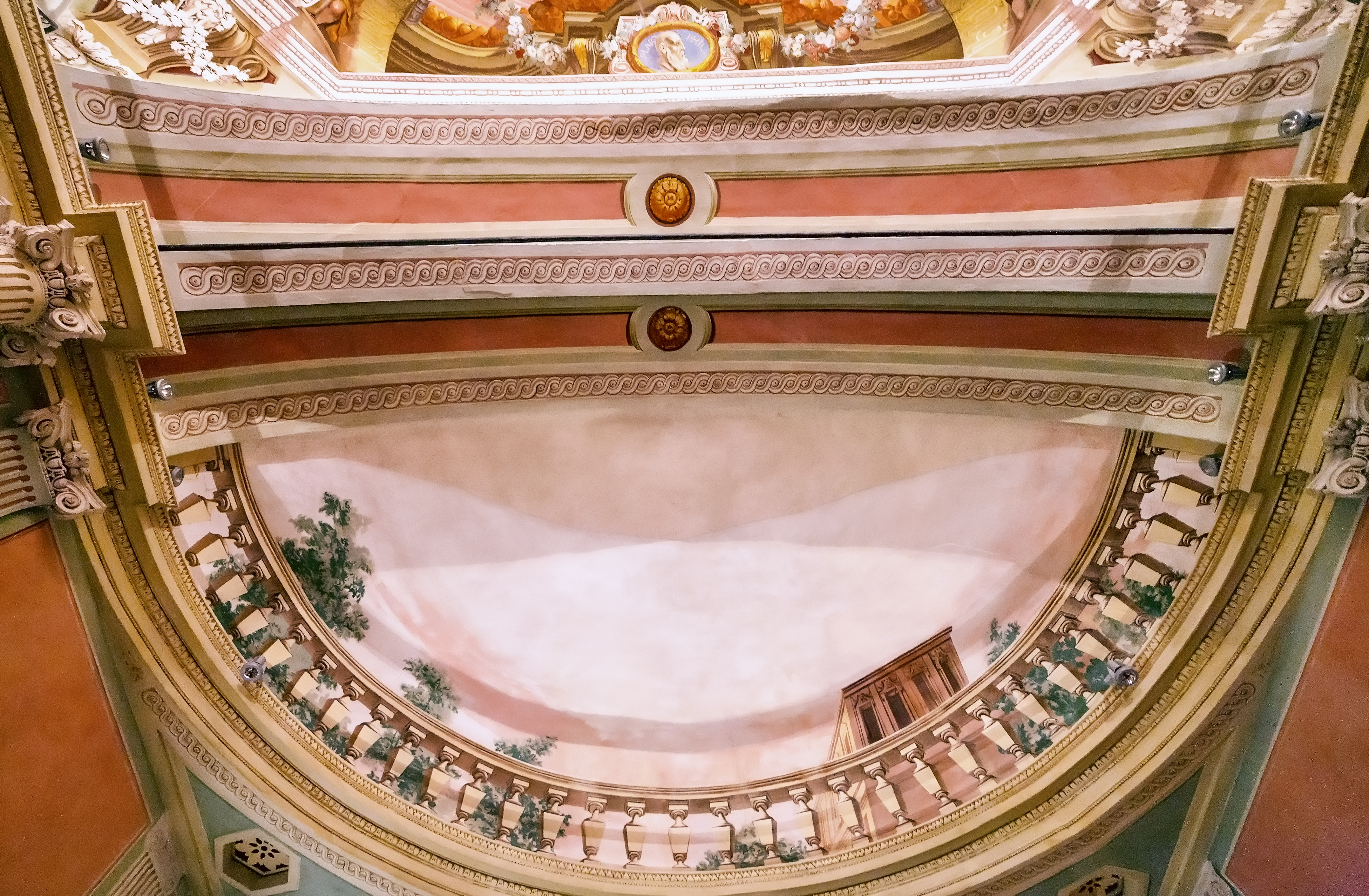
Un'altra sezione della parte superiore del soffitto
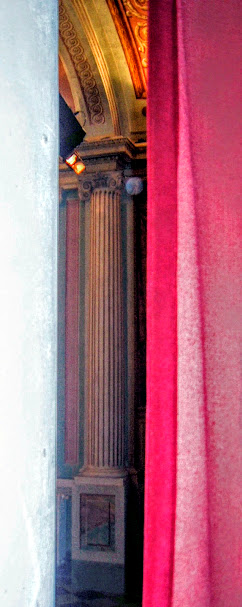
Particolare di una delle due colonne marmoree laterali al palco